# Wilmer Cabrera
Wílmer Cabrera (Cartagena de Indias, Bolivar, Colombia, 15 de septiembre de 1967) es un exfutbolista y entrenador colombo-estadounidense. En la actualidad  dirige al El Paso Locomotive FC.

## Vida personal

### Formación académica
Wílmer paralelamente a su etapa como futbolista se graduado profesionalmente en la carrera de Administración de Empresas, además ad portas de su retiro y ya en Estados Unidos hizo la carrera de aviación específicamente para ser piloto de helicóptero la cual aprobó aunque nunca la ejerció ya que allí mismo comenzaría a dirigir clubes de fútbol.

### Familiar
Sus hijos David Cabrera y Wilmer Cabrera Jr. son actualmente jugadores de fútbol profesional, ambos militan para el RGV FC Toros.

## Trayectoria como jugador
Desde muy pequeño vivió en Fusagasugá. Después, llegó junto a su familia a Bogotá, donde también practicó boxeo, béisbol, y baloncesto. En su adolescencia, integró la Selección Sub-20 con la que jugó la 
Copa Mundial de Fútbol Juvenil de 1985. Cuándo llegó del Mundial, pasó a Independiente Santa Fe, club con el que debutó como profesional en 1985.
Desde su debut en 1985, Cabrera demostró sus buenas capacidades y alternó sus partidos entre el equipo profesional y el equipo juvenil. En 1987, se consolidó dentro de la nómina titular del equipo, y jugó muy buenos partidos con la camiseta del equipo cardenal. Con Santa Fe, el cartagenero ganó su primer título como profesional, la Copa Colombia en 1989. 
A comienzos de 1990, fue contratado por el América de Cali y fue campeón del Fútbol Profesional Colombiano en 1990 y 1992. Jugó la final de la Copa Libertadores de América de 1996. Se mantuvo en dicho club hasta 1997. Fue transferido al Independiente de Avellaneda de Argentina, donde solamente estuvo un semestre. 
En 1998 se incorporó a Millonarios, en ese entonces al mando del técnico Francisco Maturana. En el conjunto "Embajador", jugó pocos partidos, y renunció luego de su participación en el Mundial Francia 1998 cuando Jorge Luis Pinto asumió como DT del club.
Cabrera volvió a Independiente Santa Fe en 1999. Su segunda etapa en el conjunto cardenal fue de seis meses. Sin embargo, no siguió en el club, ya que a mediados de aquel año se fue a jugar al Deportes Tolima, en donde su paso fue breve debido a diferencias con el propietario del equipo, el senador Gabriel Camargo.
En 2001, juntó con Eduardo Pimentel y otros socios fundaron el Bogotá Chicó en donde jugó el primer semestre del año, alcanzó a dirigirlo un tiempo y también fue estuvo en la parte directiva del equipo. Luego pasó al Club Sport Herediano de Costa Rica, y estuvo por tres temporadas. En 2004, sufrió una grave lesión que casi pone punto final a su carrera. Sin embargo logró recuperarse y firmó con el Long Island Rough Riders de los Estados Unidos. En 2005 se retiró del fútbol profesional.

### Goles Anotados
| #                                | Fecha    | Lugar                                            | Equipo Rival      | Gol | Resultado | Competición                |
| -------------------------------- | -------- | ------------------------------------------------ | ----------------- | --- | --------- | -------------------------- |
| Goles con C.I. Santa Fe          |          |                                                  |                   |     |           |                            |
| 1.                               | d/m/a    | Estadio                                          | Por definir       | :   | :         | Campeonato Colombiano 1985 |
| Goles con C.S.A. América de Cali |          |                                                  |                   |     |           |                            |
| 2.                               | 7/4/1990 | Estadio Orange Bowl (Miami, FL / Estados Unidos) | Deportivo Táchira | 3   | 3:2       | Copa Libertadores 1991     |
| Goles con Millonarios F.C.       |          |                                                  |                   |     |           |                            |
| 3.                               | d/m/a    | Estadio                                          | Por definir       | :   | :         | Campeonato Colombiano 1998 |

## Trayectoria como entrenador
Después de haberse retirado del fútbol profesional, Cabrera se dedicó a estudiar, e hizo un curso de entrenador. En sus inicios como entranador estuvo vinculado a las divisiones menores del Independiente Santa Fe donde incluso dirigió en el Torneo del Olaya con el equipo Nacional de Eléctricos - Santa Fe en el torneo 2002-2003 donde estuvieron muy cerca del título, siento en ese momento su primera experiencia como entrenador en el torneo de fútbol aficionado más importante de Colombia. Su primera experiencia en el fútbol profesional fue en 2005, cuándo estuvo como asistente técnico en el equipo de Suffolk County Community College. Al año siguiente pasó a dirigir al B.W. Gottschee. Posteriormente se convirtió en el técnico de la selección de Estados Unidos sub-18 en 2007 y de ahí pasó a la sub-17. Además, llevó al equipo estadounidense a una Copa Mundial de la categoría. Permaneció en ese cargo hasta 2012.
En 2014, dirigió su primer equipo de fútbol profesional, el Chivas USA de Los Ángeles. En el equipo californiano, estuvo por un año, y fue el último entrenador de la historia del equipo. Después, en 2016, estuvo en el Río Grande Valley Toros, un equipo afiliado al Houston Dynamo de la United Soccer League.
El 28 de octubre de 2016, Cabrera fue contratado por el Houston Dynamo, para afrontar la temporada 2017 de la MLS. Su primer partido fue la victoria 2-1 ante el Seattle Sounders. Dirigió hasta el 13 de agosto de 2019, siendo campeón tras 107 partidos. La experiencia más reciente como técnico fue su triunfo en el Campeonato Canadiense de 2019, venciendo por penales al Toronto FC.

## Selección Colombia

### Convocatorias a selecciones

#### Selección Colombia Juvenil
En 1985, fue convocado por primera vez a la Selección Colombia Juvenil para jugar los Juegos Bolivarianos de aquel año. Luego participó en el Mundial Juvenil de la Unión Soviética. Con dicha selección también jugó y ganó el Sudamericano Sub-20 de 1987 y además jugó en la Copa Mundial de Fútbol Juvenil de 1987, en Chile.

#### Selección mayor
Su primera convocatoria a la Selección Colombia de mayores fue en 1989 para jugar en la Copa América. Al año siguiente (1990), hizo parte de la nómina que participó en la Copa Mundial de Fútbol de 1990 en Italia, aunque no jugó ni un solo minuto. Posteriormente estuvo en  las Copas América de 1991, 1995 y 1997. También disputó por Colombia el mundial de Francia 1998.

#### Participaciones enCopas del Mundo
| Mundial                     | Sede                     | Resultado                | PJ                           | GA | Asis |
| --------------------------- | ------------------------ | ------------------------ | ---------------------------- | -- | ---- |
| Copa Mundial Sub-20 de 1985 | Unión Soviética          | Cuartos de final         | 0 (4 partidos como suplente) | 0  | 0    |
| Copa Mundial Sub-20 de 1987 | Chile                    | Fase de grupos           | 3                            | 0  | 0    |
| Mundial de Italia 1990      | Italia                   | Octavos de final         | 0 (4 partidos como suplente) | 0  | 0    |
| Mundial de Francia 1998     | Francia                  | Fase de grupos           | 3                            | 0  | 0    |
| Total en Copas del Mundo    | Total en Copas del Mundo | Total en Copas del Mundo | 6                            | 0  | 0    |

#### Participaciones enCopas América
| Torneo                 | Sede                   | Resultado              | PJ | GA | Asis |
| ---------------------- | ---------------------- | ---------------------- | -- | -- | ---- |
| Copa América 1989      | Brasil                 | Fase de grupos         | 1  | 0  | 0    |
| Copa América 1991      | Chile                  | Cuarto lugar           | 3  | 0  | 0    |
| Copa América 1995      | Uruguay                | Tercer lugar           | 6  | 0  | 0    |
| Copa América 1997      | Bolivia                | Cuartos de final       | 4  | 1  | 0    |
| Total en Copas América | Total en Copas América | Total en Copas América | 14 | 1  | 0    |

#### Participaciones enEliminatorias al Mundial
| Eliminatorias                         | Sede del Mundial       | Posición                                                | Resultado   | PJ                                 | GA | Asis |
| ------------------------------------- | ---------------------- | ------------------------------------------------------- | ----------- | ---------------------------------- | -- | ---- |
| Eliminatorias Mundial de Italia 1990  | Italia                 | 1°lugar 6pts Grupo 2 (Ganador Repesca Intercontinental) | Clasificado | 0 (una convocatoria como suplente) | 0  | 0    |
| Eliminatorias Mundial de USA 1994     | Estados Unidos         | 1°lugar 10pts Grupo A                                   | Clasificado | 1                                  | 0  | 0    |
| Eliminatorias Mundial de Francia 1998 | Francia                | 3°lugar 28pts                                           | Clasificado | 12                                 | 1  | 0    |
| Total en Eliminatorias                | Total en Eliminatorias | Total en Eliminatorias                                  | 3/3         | 13                                 | 1  | 0    |

### Goles internacionales
| # | Fecha                    | Lugar                                              | Rival      | Gol | Resultado | Competición                |
| - | ------------------------ | -------------------------------------------------- | ---------- | --- | --------- | -------------------------- |
| 1 | 22 de marzo de 1995      | Estadio Atanasio Girardot, Medellín, Colombia      | Uruguay    | 1-0 | 2-1       | Amistoso internacional     |
| 2 | 16 de junio de 1997      | Estadio Ramón Aguilera Costas, Santa Cruz, Bolivia | Costa Rica | 3-0 | 4-1       | Copa América 1997          |
| 3 | 10 de septiembre de 1997 | Estadio Metropolitano, Barranquilla, Colombia      | Venezuela  | 1-0 | 1-0       | Clasificación Mundial 1998 |

## Clubes

### Como jugador
| Club                 | País                | Año                 | Partidos | Goles |
| -------------------- | ------------------- | ------------------- | -------- | ----- |
| Santa Fe             | Colombia            | 1985 - 1989         | 61       | 22    |
| América de Cali      | Colombia            | 1990 - 1997         | 309      | 39    |
| Independiente        | Argentina           | 1997                | 11       | 0     |
| Millonarios          | Colombia            | 1998                | 15       | 5     |
| Santa Fe             | Colombia            | 1999                | 25       | 17    |
| Deportes Tolima      | Colombia            | 1999                | 10       | 3     |
| Chicó F.C.           | Colombia            | 2001                | 10       | 10    |
| Herediano            | Costa Rica          | 2001                | 15       | 6     |
| Long Island R.R.S.C. | Estados Unidos      | 2004 - 2005         | 25       | 4     |
| Total Clubes         | Total Clubes        | Total Clubes        | 433      | 96    |
| Selección Colombia   | Colombia            | 1989 - 1998         | 48       | 3     |
| Total en su carrera  | Total en su carrera | Total en su carrera | 481      | 99    |

### Como asistente
| Club                           | País           | Año         | Asistente De |
| ------------------------------ | -------------- | ----------- | ------------ |
| Suffolk Community College F.C. | Estados Unidos | 2005 - 2006 | --           |
| B.W. Gottschee                 | Estados Unidos | 2006 - 2007 | --           |
| Colorado Rapids S.C.           | Estados Unidos | 2012 - 2013 | Óscar Pareja |

### Como entrenador
| Club                            | País           | Año         |
| ------------------------------- | -------------- | ----------- |
| Chicó F.C.                      | Colombia       | 2001        |
| Selección Sub-17 Estados Unidos | Estados Unidos | 2007 - 2012 |
| C.D. Chivas U.S.A.              | Estados Unidos | 2014        |
| Rio Grande Valley F.C.          | Estados Unidos | 2016        |
| Houston Dynamo S.C.             | Estados Unidos | 2017 - 2019 |
| Montreal Impact S.C.            | Canadá         | 2019        |
| Rio Grande Valley F.C.          | Estados Unidos | 2021 - 2023 |
| El Paso Locomotive FC           | Estados Unidos | 2024 -      |

## Estadistícas como entrenador
Actualizado hasta su desvinculación del Montreal Impact S.C. el día 25 de octubre de 2019.
| Equipo                                         | Torneo            | Partidos | Partidos | Partidos | Partidos | Partidos    |
| Equipo                                         | Torneo            | PJ       | PG       | PE       | PP       | Efectividad |
| ---------------------------------------------- | ----------------- | -------- | -------- | -------- | -------- | ----------- |
| Selección sub-17 Estados Unidos Estados Unidos |                   |          |          |          |          |             |
| Amistosos                                      | ?                 | ?        | ?        | ?        |          |             |
| Campeonato Concacaf 2009                       | 3                 | 3        | 0        | 0        | 100%     |             |
| Campeonato Comcacaf 2011                       | 5                 | 5        | 0        | 0        | 100%     |             |
| Mundial 2009                                   | 4                 | 2        | 0        | 2        | 50%      |             |
| Mundial 2011                                   | 4                 | 1        | 1        | 2        | 33.33%   |             |
| Total club                                     | 14                | 11       | 1        | 2        | 85.71%   |             |
| C.D. Chivas U.S.A. Estados Unidos              |                   |          |          |          |          |             |
| MLS 2014                                       | 34                | 9        | 6        | 19       | 32.35%   |             |
| U.S. Open Cup 2014                             | 1                 | 0        | 1        | 0        | 33.33%   |             |
| Total club                                     | 35                | 9        | 7        | 19       | 32.38%   |             |
| Rio Grande Valley F.C. Estados Unidos          |                   |          |          |          |          |             |
| USL 2016                                       | 30                | 14       | 9        | 7        | 56.67%   |             |
| Total club                                     | 30                | 14       | 9        | 7        | 56.67%   |             |
| Houston Dynamo S.C. Estados Unidos             |                   |          |          |          |          |             |
| MLS 2017                                       | 34                | 13       | 11       | 10       | 49.02%   |             |
| Playoffs 2017                                  | 5                 | 2        | 1        | 2        | 46.67%   |             |
| U.S. Open Cup 2017                             | 2                 | 1        | 0        | 1        | 50%      |             |
| MLS 2018                                       | 34                | 10       | 8        | 16       | 37.25%   |             |
| U.S. Open Cup 2018                             | 5                 | 4        | 1        | 0        | 86.67%   |             |
| MLS 2019                                       | 25                | 9        | 3        | 13       | 40%      |             |
| U.S. Open Cup 2019                             | 2                 | 1        | 0        | 1        | 50%      |             |
| Total club                                     | 107               | 50       | 24       | 43       | 54.21%   |             |
| Montreal Impact S.C. · Canadá                  |                   |          |          |          |          |             |
| MLS 2019                                       | 7                 | 2        | 1        | 4        | 33.33%   |             |
| Campeonato Canadiense 2019                     | 2                 | 2        | 0        | 0        | 100%     |             |
| Total club                                     | 9                 | 4        | 1        | 4        | 48.15%   |             |
| Consolidado Total                              | Consolidado Total | 168      | 68       | 39       | 61       | 48.21%      |

## Palmarés como jugador

### Torneos nacionales
| Título           | Club            | País     | Año  |
| ---------------- | --------------- | -------- | ---- |
| Copa Colombia    | Santa Fe        | Colombia | 1989 |
| Primera División | América de Cali | Colombia | 1990 |
| Primera División | América de Cali | Colombia | 1992 |

### Copas internacionales
| Título              | Equipo (*)         | País     | Año  |
| ------------------- | ------------------ | -------- | ---- |
| Sudamericano Sub-20 | Selección Colombia | Colombia | 1987 |

(*) Incluyendo la selección

## Palmarés como entrenador

### Torneos nacionales
| Título                          | Club                 | País           | Año  |
| ------------------------------- | -------------------- | -------------- | ---- |
| Lamar Hunt U.S. Open Cup        | Houston Dynamo S.C.  | Estados Unidos | 2018 |
| Campeonato Canadiense de Fútbol | Montreal Impact S.C. | Canadá         | 2019 |